# Pueraria xyzhui
Pueraria xyzhui är en ärtväxtart som beskrevs av Hiroyoshi Ohashi och Iokawa. Pueraria xyzhui ingår i släktet Pueraria och familjen ärtväxter. Inga underarter finns listade i Catalogue of Life.